# Wojciech Wesołowski
Wojciech Wesołowski (ur. 19 grudnia 1953 w Warszawie) – polski artysta fotograf. Członek rzeczywisty i Artysta Fotoklubu Rzeczypospolitej Polskiej (AFRP). Członek Sądu Koleżeńskiego Fotoklubu PR Stowarzyszenia Twórców.

## Życiorys
Wojciech Wesołowski absolwent Uniwersytetu Warszawskiego, związany z mazowieckim środowiskiem fotograficznym, mieszka i tworzy w Warszawie – fotografuje od 1965 roku. Był wieloletnim wykładowcą oraz opiekunem pracowni fotograficznej w Wyższej Szkole Fotografii i Studium Form Fotograficznych w Warszawie. Był wieloletnim kuratorem Galerii Fotografii Sage. Miejsce szczególne w jego twórczości zajmuje fotografia dokumentacyjna oraz fotografia krajobrazowa. Od 1998 roku zajmuje się fotografią cyfrową. 
Wojciech Wesołowski jest autorem i współautorem wielu wystaw fotograficznych; indywidualnych, zbiorowych oraz poplenerowych. W 1998 roku został przyjęty w poczet członków Fotoklubu Rzeczypospolitej Polskiej Stowarzyszenia Twórców (legitymacja nr 120). Obecnie jest członkiem Sądu Koleżeńskiego Fotoklubu RP Stowarzyszenia Twórców. W latach 2012–1019 był redaktorem naczelnym oraz administratorem serwisu internetowego Fotoklubu Rzeczypospolitej Polskiej. 
Prace Wojciecha Wesołowskiego zaprezentowano w Almanachu (1995–2017), wydanym przez Fotoklub Rzeczypospolitej Polskiej Stowarzyszenie Twórców, w 2017 roku. W 2018 roku został uhonorowany Medalem „Za Zasługi dla Fotografii Polskiej” – odznaczeniem przyznawanym przez Kapitułę Fotoklubu Rzeczypospolitej Polskiej Stowarzyszenia Twórców – w 100. rocznicę odzyskania przez Polskę niepodległości.

## Odznaczenia
- Odznaka honorowa „Zasłużony dla Kultury Polskiej”[1]
- Srebrny Medal „Zasłużony dla Fotografii Polskiej” (2016)[1]
- Złoty Medal „Za Zasługi dla Rozwoju Twórczości Fotograficznej”
- Medal „Za Zasługi dla Fotografii Polskiej” (2018)

Źródło

## Wybrane wystawy indywidualne
- Monte Casino – 50 lat po bitwie (Warszawa 1994)
- Polacy na kresach wschodnich (Warszawa 1998)
- 200-lecie urodzin Adama Mickiewicza – śladami poety na kresach wschodnich (Warszawa 1998)
- Tyrol (Warszawa 2010)
- Wenecja (Warszawa 2012);
- Okolice Canal Grande (Zamość 2016)[6][7]
- Moje cyfrowe plenery (Toruń 2018)[8]

Źródło

## Wybrane wystawy zbiorowe
- Młoda polska fotografia (Warszawa 1998)
- Wystawa poplenerowa (Janów Podlaski 2003)
- Wystawa poplenerowa (Janów Podlaski 2004)
- Wystawa poplenerowa (Smolniki 2005)
- Wystawa poplenerowa (Janów Podlaski 2006)
- Wystawa poplenerowa (Podlesice 2007)
- Wystawa poplenerowa (Zwierzyniec 2008)
- Wystawa poplenerowa (Przemyśl 2012)[9]
- Wystawa poplenerowa (Tatry 2015)
- Wystawa poplenerowa (Tatry 2016)
- Wystawa poplenerowa (Dolina Kłodzka 2017)
- Wystawa poplenerowa (Złota Praga 2017)

Źródło